# 熙嬪洪氏
熙嬪洪氏（1494年—1581年），本貫南陽，是朝鮮王朝中宗的後宮嬪御。父親是中宗反正的一等功臣南陽君洪景舟；母親貞敬夫人權氏是建功將軍權金成的女兒，亦是領議政鄭麟趾的外孫女。

## 生平
洪氏生於成宗二十五年四月十四日，中宗元年（1506年）13歲時被選入後宮，是當時反正功臣為穩固身份的政治婚姻。初封為從二品淑儀，之後晉為正二品昭儀、從一品貴人，最後晉正一品嬪位，賜封號熙，為熙嬪。。
洪氏入宮後，倍受寵愛，其父親則利用她探知宮中、中宗喜怒與行事，勳舊功臣為除掉士林派，則策畫走肖為王事件，就是利用洪氏宮中之便。
中宗二十二年（1527年），由於灼鼠之變，多位王子遭到牽連，後宮人人自危，洪氏以死向中宗保證其子沒有涉案，才讓兒子逃過被牽連的命運。
明宗即位後（1545年），洪氏因為兒子鳳城君被牽扯進逆謀案，而遭臺諫彈劾。當時明宗考量她是先王的寵妃而未受理彈劾案；但是，她在九月二十一日出宮返回娘家，理由是母親生病，其實是難過自危。宣祖十四年十一月六日（1581年），洪氏以八十八歲（虛歲）的高齡去世。
熙嬪洪氏和中宗間共生有五子，但其中三子早亡，存活的有庶三子錦原君李岭和庶六子鳳城君李岏。鳳城君因遭連累早死（1528年－1547年），錦原君則活到50歲（1513年－1562年）。
按照《熙嬪洪氏墓誌銘》的記載，洪氏在宮中的居所為紫薇堂。

## 家族
| 关系     | 姓名     | 备注                             |
| -------- | -------- | -------------------------------- |
| 高祖父   | 洪陟     | 中军司正，赠吏曹参判。           |
| 高祖母   | 延安金氏 | 判书金自知之女。                 |
| 曾祖父   | 洪淀     | 原州牧使，赠吏曹判书。           |
| 曾祖母   | 密阳朴氏 | 判内赡寺事朴讷生之女。           |
| 祖父     | 洪任     | 同知中枢府事，赠左赞成、唐恩君。 |
| 祖母     | 阳川许氏 | 郡守许荪之女。                   |
| 伯父     | 洪景霖   | 工曹判书、益原君。               |
| 从兄弟   | 洪安世   | 高山县监。                       |
| 从兄弟   | 洪命世   | 生员。                           |
| 从兄弟   | 洪弼世   | 都事，赠判书。                   |
| 从兄弟   | 洪佑世   | 县监。                           |
| 从兄弟   | 洪应世   | 郡守。                           |
| 从兄弟   | 洪奉世   | 判决事，赠吏曹参判。             |
| 从兄弟   | 洪盖世   | 司评。                           |
| 从姊妹   | 南阳洪氏 | 适郡守权湜，本安东。             |
| 从姊妹   | 南阳洪氏 | 适县监柳颐，本全州。             |
| 叔父     | 洪景砺   | 都事。                           |
| 从兄弟   | 洪光世   |                                  |
| 从兄弟   | 洪济世   |                                  |
| 姑母     | 南阳洪氏 | 适县监尹恭，本坡平。             |
| 表兄弟   | 尹士贞   | 府使。                           |
| 姑母     | 南阳洪氏 | 适主簿姜利恭，本晋州。           |
| 姑母     | 南阳洪氏 | 适县监玄思肃，本昌原。           |
| 外祖父   | 权金成   | 司正。                           |
| 外祖母   | 河东郑氏 | 领议政、河东府院君郑麟趾之女。   |
| 父       | 洪景舟   | 左赞成、南阳君。                 |
| 母       | 安东权氏 | 郑麟趾外孙女。                   |
| 兄弟     | 洪遇龙   | 都事。                           |
| 侄子     | 洪濈     | 别提。                           |
| 侄子     | 洪濯     | 判官。                           |
| 侄子     | 洪泽     | 唐溪君。                         |
| 侄女     | 南阳洪氏 | 适署令沈应禄，本青松。           |
| 外侄孙女 | 青松沈氏 | 适监司丁胤佑，本罗州。           |
| 侄女     | 南阳洪氏 | 适县监李胤虬，本全州。           |
| 姊       | 南阳洪氏 | 适左赞成、光平君金明胤，本光山。 |
| 外甥     | 金熙瑞   | 都事。                           |
| 外甥     | 金基瑞   | 县令。                           |
| 外甥     | 金兴瑞   | 县监。                           |
| 外甥女   | 光山金氏 | 适进士李毅，本全州。             |
| 外甥女   | 光山金氏 | 适县监李彦亨，本全州。           |
| 外甥女   | 光山金氏 | 适监察慎思远，本居昌。           |
| 外甥女   | 光山金氏 | 适左赞成朴好元，本密阳。         |

## 相關影視作品及飾演者
- 《趙光祖（朝鲜语：조광조 (드라마)）》：1996年KBS電視劇，李在銀 飾。
- 《女人天下》：2002年SBS電視劇，金敏姬 飾。

## 附註
1. ↑  韓劇「女人天下」設定熙嬪洪氏為庶出應是為了戲劇效果，更何況如果洪氏之母為側室，豈能封為貞敬夫人（鄭蘭貞為特例）。
2. ↑  南阳洪氏族谱明载熙嫔之母权氏为元配
3. ↑  實錄並未記載何時晉升為嬪，但中宗誌文明確記為禧嬪洪氏
4. ↑  《禧嬪洪氏墓誌銘》…嬪資稟端正貞諒。事中廟凡四十年。小心畏愼。未嘗有纖毫過差。其於私謁。屛絶不與。若將浼焉。宮中有言曰。亦見紫薇堂有干請麼。堂蓋嬪所處也。…